# Ян Син Ён
Ян Син Ён (кор. 양신영, 梁信英, англ. Yang Shin-Young, р.8 ноября 1990) — южнокорейская шорт-трекистка и конькобежец, чемпионка мира 2008 года, участница Олимпийских игр 2014 года в конькобежном спорте.

## Биография
Ян Син Ён родилась в 1990 году и начала кататься на коньках в возрасте 7-ми лет вместе со своей сестрой в детском саду, чтобы укрепить свое слабое телосложение. Она жила с отцом Хэ-Бон Яном, матерью Ким Мун-Су и двумя своими сёстрами. Всё то время она упорно тренировалась и уже в средней школе Булгок в 2004 году выиграла свои первые индивидуальные соревнования по шорт-треку, а в 2005 году Зимние национальные игры среди юниоров.
Однако в августе 2005 года Ян Син Ён получила серьезную травму во время тренировки, в результате которой её бедро было разорвано примерно на 20 см. После травмы она была в смятении и не могла найти своё нормальное состояние. Когда она училась в средней школе Бундан в Соннаме, была принята в юниорскую сборную Кореи.
В 2007 году завоевала золотую медаль в многоборье на чемпионате мира среди юниоров в Млада Болеславе, при этом выиграв три дистанции и эстафету. В феврале 2008 года на национальном чемпионате выиграла 2-е места на дистанциях 1000 и 3000 метров и стала чемпионом в общем зачёте, впервые попав в национальную сборную. В марте на чемпионате мира в Канныне завоевала золотую медаль в эстафете, серебряную в беге на 1500 метров и бронзовую в многоборье и на чемпионате мира среди команд в Харбине выиграла серебряную медаль.
В феврале 2009 года выиграла в эстафете серебряную медаль зимней Универсиады в Харбине и стала 2-й в составе эстафеты на чемпионате мира в Вене, и на командном чемпионате мира в Херенвене. В январе 2011 года стала обладательницей серебряной медали в составе эстафеты на зимних Азиатских играх в Алматы-Астане, а в феврале на 6-м этапе кубка мира выиграла золотые медали в беге на 1000 и 1500 метров. В том же году решила перейти из шорт-трека на длинные дистанции в конькобежный спорт.
В феврале 2013 года она окончила Корейский спортивный университет и перешла в команду по конькобежному спорту провинции Чонбук, а в октябре на национальном чемпионате Кореи заняла 3-е место на 1500 метров и 6-е на 3000 метров. Уже в ноябре попала в национальную команду и декабре участвовала на Кубке мира в Берлине, где завоевала свою первую бронзовую медаль в женской командной гонке преследования, уступив только Нидерландам и Польше. В феврале 2014 года Ян Син Ён участвовала на Олимпийских играх в Сочи в беге на 1500 метров и заняла 35-е место.